# Test Scheffégo
Test Scheffégo (ang. Scheffé test) – wykorzystywany w statystyce test post hoc. Został on opracowany przez Henry’ego Scheffégo. Test ten jest uważany za bardzo konserwatywny, co oznacza, że w ramach tego testu trudniej jest osiągnąć wynik istotny statystycznie niż w przypadku testów mniej konserwatywnych np. testu Dunnetta czy testu HSD Tukeya. 